# Kepler 32
Kepler 32 es un sistema planetario formado por la estrella extrasolar enana roja del mismo nombre y de tipo espectral M1 V con cinco exoplanetas, ubicado en la constelación de Cignus (El Cisne). 

## Datos técnicos
La estrella se encuentra a una distancia aproximada de 1066 Años Luz de la Tierra. La magnitud aparente es de 16 y la magnitud absoluta de 8.43, Su edad es de 2.69 billones de años. Aunque no forma parte del contorno de la constelación de Cygnus, sí se encuentra dentro de los límites de la misma.
La temperatura de la superficie es de 3911 grados Kelvin. El tamaño es 0.53 veces el Sol y su masa es 0.58 la de nuestro Sol.
La luminosidad de la estrella es demasiado débil para ser vista desde la Tierra en el cielo nocturno del hemisferio norte sin el uso de un telescopio de mínimo 8m.
El sistema Kepler-32 consta de cinco planetas validados, lo que lo convierte en el sistema más rico conocido de planetas en tránsito alrededor de una estrella enana de tipo M. 
| Nombre | Año desc. | Masa T       | Radio T   | Semieje mayor (UA) | Período orbital (días obs.) | Nombres alternativos                                                                                   | Estado     |
| ------ | --------- | ------------ | --------- | ------------------ | --------------------------- | --- | ---------- |
| b      | 2011      | 1303.5458 MT | 2.1970 RT | 0.0500             | 5.90                        | 2MASS J19512217+4634273, KIC 9787239, KOI-952, WISE J195122.14+463427.5"                               | Confirmado |
| c      | 2011      | 158.9690 MT  | 1.9952 RT | 0.0900             | 8.75                        | 2MASS J19512217+4634273 c, K00952.02, KIC 9787239 c, KOI-952 c, KOI-952.02, WISE J195122.14+463427.5 c | Confirmado |
| d      | 2011      | 6.6479 MT    | 2.7014 RT | 0.1300             | 22.78                       | 2MASS J19512217+4634273 d, K00952.03, KIC 9787239 d, KOI-952 d, KOI-952.03, WISE J195122.14+463427.5 d | Confirmado |
| e      | 2011      | 4.2770 MT    | 1.5020 RT | 0.0330             | 2.90                        | 2MASS J19512217+4634273 e, K00952.04, KIC 9787239 e, KOI-952 e, KOI-952.04, WISE J195122.14+463427.5 e | Confirmado |
| f      | 2011      | 0.4799 MT    | 0.8183 RT | 0.0130             | 0.74                        | 2MASS J19512217+4634273 f, K00952.05, KIC 9787239 f, KOI-952 f, KOI-952.05, WISE J195122.14+463427.5 f | Confirmado |